# Сніжко Анатолій Петрович
Анато́лій Петро́вич Сніжко́ (нар. 24 червня 1975 — пом. 28 листопада 2014) — солдат Збройних сил України, учасник російсько-української війни.

## Життєпис
Мобілізований, санітар медичного пункту 128-ї гірсько-піхотної бригади.
28 листопада 2014-го загинув близько 11:30 від осколкових поранень — під час вчиненого терористами мінометного обстрілу взводного опорного пункту поблизу села Нікішине.
Без Анатолія лишились мама, дружина, донька.
Похований у селі Соснівка.

## Нагороди та вшанування
- 15 травня 2015 року за особисту мужність і героїзм, виявлені у захисті державного суверенітету та територіальної цілісності України, вірність військовій присязі під час російсько-української війни, відзначений — нагороджений орденом «За мужність» III ступеня (посмертно).[1]
- у березні 2015-го у Соснівській ЗОШ відкрито меморіальну дошку випускнику Анатолію Сніжку